# Dirk van der Ven
Dirk van der Ven (nacido el 1 de marzo de 1970) es un exfutbolista alemán que se desempeñaba como delantero.
Jugó para clubes como el SG Wattenscheid 09, 1. FC Schweinfurt 05, Rot Weiss Ahlen, KFC Uerdingen 05, Arminia Bielefeld, Yokohama FC y Rot-Weiss Essen.

## Trayectoria

### Clubes
| Club                 | País     | Año         |
| -------------------- | -------- | ----------- |
| SG Wattenscheid 09   | Alemania | 1987 - 1990 |
| 1. FC Schweinfurt 05 | Alemania | 1990 - 1991 |
| VfB Westhofen        | Alemania | 1991 - 1992 |
| Rot-Weiß Lüdenscheid | Alemania | 1992 - 1995 |
| FC Gütersloh 2000    | Alemania | 1995 - 1997 |
| Rot Weiss Ahlen      | Alemania | 1997 - 1998 |
| KFC Uerdingen 05     | Alemania | 1998 - 1999 |
| Arminia Bielefeld    | Alemania | 1999 - 2003 |
| Yokohama FC          | Japón    | 2003        |
| Rot-Weiss Essen      | Alemania | 2003 - 2004 |
| FC Gütersloh 2000    | Alemania | 2004 - 2005 |
| SG Bustedt           | Alemania | 2005 - 2006 |